# Sibariopsida
Sibariopsida är ett släkte av skalbaggar. Sibariopsida ingår i familjen vivlar.
Kladogram enligt Catalogue of Life:
| Sibariopsida | \| \| Sibariopsida docilis \| \| \| \| \| \| Sibariopsida ruginasus \| \| \| \| |
|              | \| \| Sibariopsida docilis \| \| \| \| \| \| Sibariopsida ruginasus \| \| \| \| |
|              | Sibariopsida docilis                                                            |
|              |                                                                                 |
|              | Sibariopsida ruginasus                                                          |
|              |                                                                                 |